# Raïssa Kotova
Raïssa Vassilievna Kotova (Раи́са Васильевна Ко́това) née le 20 mai 1939 et morte le 10 mai 2019 à Moscou, est une cantatrice mezzo-soprano, puis contralto, russe et soviétique.

## Biographie
Raïssa Kotova termine en 1965 le conservatoire de Moscou (classe d'Elena Katoulskaïa). Elle devient soliste au théâtre d'opéra et de ballet de Novossibirsk (1965-1974), puis à la Philharmonie de Moscou (1974-1975) et ensuite au Bolchoï (1976-1996).
Elle connaît  un énorme succès en prenant part à la première de la cantate Histoire du Docteur Johann Faust d'Alfred Schnittke au festival de musique contemporaine Automne de Moscou en 1983. Le rôle de Méphistophélès est d'abord dévolu à Alla Pougatchova, mais après la première répétition (avec Alla Pougatchova), le concert est interdit. La première est donc jouée à Vienne, puis le 23 octobre 1983 enfin à Moscou, puis en 1984 à Léningrad avec toujours Raïssa Kotova. Elle remporte en 1986 le concours international Glinka.
Au Bolchoï, elle interprète plus de quarante rôles, dont celui de Basmanov dans L'Opritchnik de Tchaïkovsky, Amelfa dans le Coq d'or de Rimski-Korsakov, l'oiseau de paradis Alkonost dans La Légende de la ville invisible de Kitège et de la demoiselle Fevronia de Rimski-Korsakov, Vania dans Ivan Soussanine de Glinka. Elle interprète également ce rôle dans le film-opéra du même nom tourné en 1979. Elle donne aussi beaucoup de concerts et chante dans la version concert des Âmes mortes de Rodion Chtchedrine. Elle chante la partition de la vieille bohémienne de l'opéra de Rachmaninov, Aleko. Plus tard elle enseigne au conservatoire.
Elle meurt à Moscou à la veille de ses 80 ans, le 10 mai 2019.